# Aizu Yuki
Aizu Yuki (sinh ngày 1 tháng 8 năm 1996) là một cầu thủ bóng đá người Nhật Bản.

## Sự nghiệp câu lạc bộ
Aizu Yuki hiện đang chơi cho FC Gifu.